# 577 aC
L'any 577 aC es un any del calendari romà. En l'Imperi Romà havia estat conegut com l'any 177 Ab urbe condita. La determinació de 577 aC per aquest any ha estat utilitzada des de principis de l'edat mitjana, quan es va establir l'era del calendari de l'Anno Domini per denominar els anys.

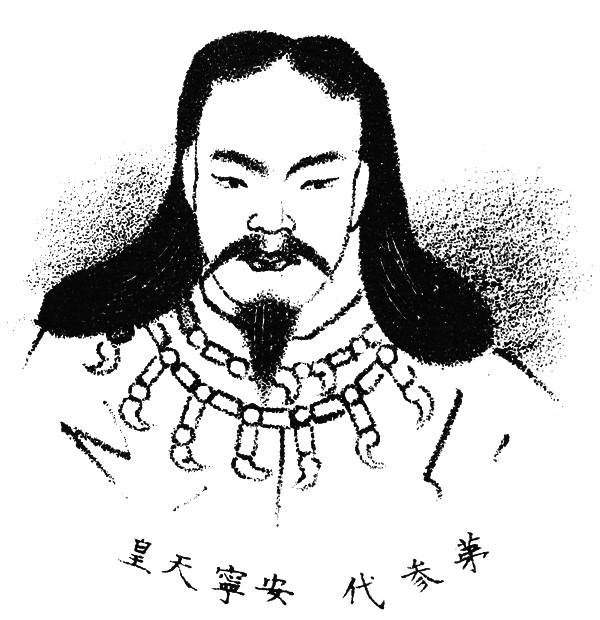
Annei, tercer emperador del Japó

## Esdeveniments
- Entre el setembre i l'octubre (3r de Tishrey): Guedalià, fill d'Achikam és assassinat per Ismael, fill de Nethaniah (Geremies, 41:8) a Mizpa, Judea (Imperi babilònic).[1]

## Naixements
- Annei, tercer emperador del Japó.[2]

## Necrològiques
- El duc Huan de Qin, governador de l'Estat de Qin.[3][4]